# Poul Dalsager
Poul Dalsager, né le 5 mars 1929 à Hirtshals (Danemark) et mort le 2 mai 2001, est un homme politique danois, membre des Sociaux-démocrates, ancien ministre, ancien député au Parlement (le Folketing) et ancien commissaire européen.